# Mniotype schumacheri
Mniotype schumacheri is een vlinder uit de familie uilen (Noctuidae). De wetenschappelijke naam is voor het eerst geldig gepubliceerd in 1917 door Rebel.
De soort komt voor in Europa.